# 金光平輝
金光 平輝（こんこう へいき、1934年（昭和9年）10月31日 - 2024年（令和6年）7月21日）は、日本の宗教家。岡山県岡山市出身。金光教第5代教主。

## 経歴
岡山県岡山市出身。金光教第4代教主である金光鑑太郎の長男として1934年（昭和9年）10月31日に生まれる。
1952年（昭和27年）に私立岡山県金光中学校（現在の金光学園中学・高等学校）卒業後、早稲田大学にて西洋哲学を専攻し、1958年（昭和33年）に卒業。
1991年（平成3年）3月27日、父・鑑太郎が死去したことに伴い行われた教主選挙により、金光教の第5代教主に就任。2021年（令和3年）3月26日に退任するまで6期30年にわたり教主を務めた。教主として信仰活動「神人あいよかけよの生活運動」の開始や一般財団法人「金光財団」の立ち上げに尽力した。
退任後は長男の金光浩道が第6代教主に選出され就任した。
2024年7月21日に死去。89歳没。